# Девотасо
Девотасо (исп. Devotazo) — название массовой социальной кампании по борьбе за освобождение аргентинских политических заключённых, арестованных военными режимами во время так называемой «Аргентинской революции».

## История
11 марта 1973 года в Аргентине прошли первые за десять лет демократические выборы. Подавляющее большинство голосов было отдано за лево-перонистского кандидата Эктора Кампору. 25 мая 1973 года многие тюрьмы страны, в том числе Вилья-Девото от которой и взяло своё название это движение, были окружены огромными толпами требовавшими освобождения заключённых. Протестующих поддержал аргентинский писатель Хулио Кортасар.
Социальные протесты в Аргентине 1969—1973 годов, последующий приход левого политика Кампора к власти, усиление террора левацких организаций вызвали ответную реакцию со стороны правых сил. Так, 20 июня 1973 года при встрече генерала Перона в аэропорту «Эсейса» правые перонисты устроили резню. Это привело к вооружённому противоборству «монтонерос» и ААА в 1973—1975 годах. Таким образом, «девотасо» стало одним из последних «мирных» кампаний в истории Аргентины перед военным переворотом 1976 года и последовавшим за ним кровавым «процессом национальной реорганизации».